# Laxmipur (Kanchanpur)
Laxmipur (nep. लक्ष्मीपुर) – gaun wikas samiti w zachodniej części Nepalu w strefie Mahakali w dystrykcie Kanchanpur. Według nepalskiego spisu powszechnego z 2001 roku liczył on 1538 gospodarstw domowych i 11 767 mieszkańców (5863 kobiet i 5904 mężczyzn).